# NGC 972
NGC 972 je galaksija u zviježđu Ovan.

## Vanjske poveznice
- SEDS: NGC 972